# 末長こども文化センター
座標: 北緯35度35分21.5秒 東経139度37分12.7秒 / 北緯35.589306度 東経139.620194度末長こども文化センター（すえながこどもぶんかせんたー）は、神奈川県川崎市高津区末長3丁目25−8にある子育て支援センターである。

## 施設概要

### 開館日
年末年始(12月29日から1月3日)を除く毎日

### 開館時間
午前9時30分から午後9時まで
- 日曜日・祝日は午後6時まで
- 午後6時以降の利用については、中学生以上から。ただし、保護者同伴であれば、小学生以下の利用も可能。

### 利用対象
1. 0歳～18歳未満の児童。ただし、未就学児の利用は、保護者の同伴が必要。
2. 児童の健全育成に携わる地域の方々
3. 市民活動に携わる地域の方々

### 運営内容
1. 小学生、中学生、高校生等、児童の居場所づくり 児童が安心して利用できるスペース
2. 児童を対象とした行事等の開催(例、ゲーム大会・おやつ作り) 児童の仲間づくりの支援
3. 児童を対象とした遊びの支援(例、けん玉・コマなどの伝承遊びドッジボール等のスポーツ) 遊びを通して成長する
4. 自主的保育サークルへの支援 乳幼児及び保護者が安心して利用できるスペースの提供等
5. 青少年育成団体、市民活動団体の利用 市民活動の地域拠点

部屋
集会室
新型コロナウィルス感染症対策を講じながら、卓球・ボールあそび・なわとび・フラフープ・ダンス等で遊ぶことができる。
図書室
新型コロナウィルス感染症対策を講じながら、図鑑・絵本・マンガ等、たくさんの本を楽しむことができる。貸し出しもしている。
遊戯室
新型コロナウィルス感染症対策を講じながら、マンカラやプラスチックパズルなど、貸し出し遊具を置いている。広い部屋なので、みんなでゆったりあそぶことができる。
ひよこルーム（幼児ルーム）
未就学児専用の部屋。感染症対策のため、定員を設けている。おもちゃも置いてある。

## 最寄りの交通機関[4]

### 電車
南武線武蔵新城駅徒歩15分

### バス
末長バス停徒歩5分

## お問い合わせ
末長こども文化センター
〒213-0013
川崎市高津区末長3-25-8
電話番号:044-877-5540